# Kępa Solecka
Kępa Solecka – wieś w Polsce położona w województwie lubelskim, w powiecie opolskim, w gminie Łaziska.
W latach 1975–1998 miejscowość administracyjnie należała do województwa radomskiego. Potem, do 2004 roku, wraz z miejscowością Kępa Gostecka wsie należały do gminy Solec nad Wisłą w powiecie lipskim w województwie mazowieckim. Jednakże z powodu położenia siedziby gminy po drugiej stronie rzeki i dużej odległości od najbliższego mostu, z dniem 1 stycznia 2005 roku miejscowości przyłączono do województwa lubelskiego.
Wieś stanowi sołectwo w gminie Łaziska. Według Narodowego Spisu Powszechnego z roku 2011 wieś liczyła 89 mieszkańców.